# Episodi di Mr. Adams and Eve (prima stagione)
La prima stagione della serie televisiva Mr. Adams and Eve è andata in onda negli Stati Uniti dal 4 gennaio 1957 al 21 giugno 1957 sulla CBS.
| nº | Titolo originale                   | Prima TV USA     |
| -- | ---------------------------------- | ---------------- |
| 1  | The Young Actress                  | 4 gennaio 1957   |
| 2  | Typical                            | 11 gennaio 1957  |
| 3  | They're Off and Running            | 18 gennaio 1957  |
| 4  | The Teen-Age Daughter              | 25 gennaio 1957  |
| 5  | This Is Your Life                  | 1º febbraio 1957 |
| 6  | You Can't Go Home Again            | 8 febbraio 1957  |
| 7  | The Proposal                       | 15 febbraio 1957 |
| 8  | Howard Goes to Jail                | 22 febbraio 1957 |
| 9  | The Business Manager               | 1º marzo 1957    |
| 10 | The Torn-Shirt School of Acting    | 8 marzo 1957     |
| 11 | The Mothers                        | 15 marzo 1957    |
| 12 | Academy Award                      | 22 marzo 1957    |
| 13 | Taken for Granted                  | 29 marzo 1957    |
| 14 | Fulfilling Talents                 | 5 aprile 1957    |
| 15 | That Magazine                      | 12 aprile 1957   |
| 16 | The Social Crowd                   | 19 aprile 1957   |
| 17 | Foreign Actress                    | 26 aprile 1957   |
| 18 | Insomnia                           | 3 maggio 1957    |
| 19 | The Diet                           | 10 maggio 1957   |
| 20 | The Picture That Could Not Be Made | 17 maggio 1957   |
| 21 | The Fighter                        | 24 maggio 1957   |
| 22 | The Rumor                          | 31 maggio 1957   |
| 23 | The Lost Two Hours                 | 7 giugno 1957    |
| 24 | The Bachelor                       | 14 giugno 1957   |
| 25 | Separate Vacations                 | 21 giugno 1957   |

## The Young Actress
- Prima televisiva: 4 gennaio 1957

### Trama
- Guest star: Olive Carey (Elsie), Lawrence Dobkin (Director), Mira McKinney, Hayden Rorke (Steve), Gloria Talbott (Actress), Allen Wood

## Typical
- Prima televisiva: 11 gennaio 1957

### Trama
- Guest star:

## They're Off and Running
- Prima televisiva: 18 gennaio 1957

### Trama
- Guest star:

## The Teen-Age Daughter
- Prima televisiva: 25 gennaio 1957

### Trama
- Guest star:

## This Is Your Life
- Prima televisiva: 1º febbraio 1957

### Trama
- Guest star: William Bakewell (madre di Emcee), Lee Patrick (Eve), Mala Powers (se stessa), Vicki Raaf (Secretary)

## You Can't Go Home Again
- Prima televisiva: 8 febbraio 1957

### Trama
- Guest star:

## The Proposal
- Prima televisiva: 15 febbraio 1957

### Trama
- Guest star:

## Howard Goes to Jail
- Prima televisiva: 22 febbraio 1957

### Trama
- Guest star: Olive Carey (Elsie), Ellen Corby (Fan), Alan Reed (J.B. Hafter), Hayden Rorke (Steve)

## The Business Manager
- Prima televisiva: 1º marzo 1957

### Trama
- Guest star:

## The Torn-Shirt School of Acting
- Prima televisiva: 8 marzo 1957

### Trama
- Guest star:

## The Mothers
- Prima televisiva: 15 marzo 1957

### Trama
- Guest star: Lee Patrick (Connie), Olive Blakeney (Mrs. Adams), Walter Woolf King (Warner Rogers), Olive Carey (Elsie)

## Academy Award
- Prima televisiva: 22 marzo 1957

### Trama
- Guest star: Joseph Kearns (Darrow)

## Taken for Granted
- Prima televisiva: 29 marzo 1957

### Trama
- Guest star:

## Fulfilling Talents
- Prima televisiva: 5 aprile 1957

### Trama
- Guest star:

## That Magazine
- Prima televisiva: 12 aprile 1957

### Trama
- Guest star: Barbara Billingsley, Lee Patrick

## The Social Crowd
- Prima televisiva: 19 aprile 1957

### Trama
- Guest star:

## Foreign Actress
- Prima televisiva: 26 aprile 1957

### Trama
- Guest star:

## Insomnia
- Prima televisiva: 3 maggio 1957

### Trama
- Guest star:

## The Diet
- Prima televisiva: 10 maggio 1957

### Trama
- Guest star:

## The Picture That Could Not Be Made
- Prima televisiva: 17 maggio 1957

### Trama
- Guest star:

## The Fighter
- Prima televisiva: 24 maggio 1957

### Trama
- Guest star:

## The Rumor
- Prima televisiva: 31 maggio 1957

### Trama
- Guest star: William Swan (Dick Halberd)

## The Lost Two Hours
- Prima televisiva: 7 giugno 1957

### Trama
- Guest star:

## The Bachelor
- Prima televisiva: 14 giugno 1957

### Trama
- Guest star: Paul Grant, Damian O'Flynn, Craig Stevens

## Separate Vacations
- Prima televisiva: 21 giugno 1957

### Trama
- Guest star: